# Колонізація: другий контакт
«Колонізація: Другий контакт» (англ. Colonization: Second Contact) — роман про альтернативну історію американського письменника Гаррі Тертлдава. Це перший роман серії «Колонізація» та п'ята частина серії «Світова війна».

## Сюжет
Дія роману розгортається в 1963 році, через двадцять один рік після закінчення альтернативної Другої світової війни та через дев'ятнадцять років після вторгнення рептильної Раси на Тосев 3 (Землю). Ерл Воррен є президентом Сполучених Штатів, В'ячеслав Молотов є прем'єр-міністром Радянського Союзу, а Генріх Гіммлер очолює нацистську Німеччину. Менші країни залишаються незалежними, як-от Республіка Ірландія та Японська імперія, яка все ще контролює частину своєї імперії часів Другої світової війни. Кілька ізольованих територій, таких як Французька Полінезія, все ще утримується Вільною Францією Шарля де Голля, а в окупованій Німеччиною Франції продовжує діяти Французький рух опору. Північна півкуля залишається відносно вільною від окупації Раси, але гарячіші регіони планети, такі як Центральна та Південна Америка, Мексика, Іспанія, Португалія, Африка, Китай, Близький Схід і Австралія, всі перебувають під контролем іншопланетян. Раса також окуповує Польщу, причому ця територія діє як буферна держава, утримуючи Німеччину та Радянський Союз від спільного сухопутного кордону та легкого способу відновити війну між ними.
На початку роману колонізаційний флот Раси входить у Сонячну систему, привозячи з собою 80-100 мільйонів колоністів для поселення на Землі. Коли флот виходить на орбіту Землі, людський супутник завдає ядерної атаки, яка вбиває мільйони колоністів. Оскільки Німеччина, Радянський Союз і Сполучені Штати володіють великомасштабним космічним потенціалом, будь-яка з трьох країн могла нести відповідальність за атаку. Усі троє заперечують це, коли розлючені лідери Раси на чолі з володарем флоту Атваром, командиром усіх сил Раси, посланих на Землю, вимагають відповіді. Але дві з трьох людських націй насправді не знають про особу нападника так само, як і Раса. Крім того, хоча між незалежними людськими націями та Расою існує непростий мир, Мао Цзедун і Рухолла Хомейні продовжують очолювати народний опір загарбникам відповідно у Китаї та на Близькому Сході. Зусилля Раси вести війну проти повстанців у цих регіонах зазнає краху через недостатнє знайомство з такою війною та майже повну відсутність підтримки з боку населення. Раса також дізнається про непомітну підтримку рухів опору з боку Німеччини, Сполучених Штатів і Радянського Союзу, але оскільки Раса не може це довести, то нічого не можна зробити, щоб зупинити їх.
Тим часом колоністи Раси, що очікували висадитися на Землі, яка вже повинна була бути завойована та населена тубільцями, які все ще перебували на середньовічному рівні розвитку, повинні мати справу з мілітаризованим модерним людством. Флот привозить із собою не лише перших цивільних, але й перших жінок Раси, обидві з яких викликають напругу серед чоловіків-солдатів, які сформували сили вторгнення. Для чоловіків Раси імбир є ейфоричним наркотиком; для самок це призводить до тічки, кидаючи сили Раси на Землі в соціальний хаос. Що ще гірше для лорда флоту Атвара, це різке зростання збройних повстань на Близькому Сході та в Китаї; наприкінці роману партизани Хомейні влаштували кілька успішних засідок проти патрулів Раси, а сили опору під керівництвом Мао штурмують Заборонене місто.